# Lira maltesa
La lira maltesa (maltès: lira Maltija o, simplement, lira; plural liri) fou la moneda oficial de Malta fins a la seva substitució definitiva per l'euro a començament del 2008. El codi ISO 4217 era MTL, i l'abreviació era Lm (ocasionalment s'usava el símbol tradicional de la lliura £). Fins al 1983 es coneixia com a lliura maltesa (nom que encara s'utilitzava darrerament), ja que la taxa de canvi era d'una lliura maltesa per una lliura esterlina fins al 1960, i d'1,6 lliures malteses per lliura esterlina fins al 1980.
Se subdividia en 100 cèntims (cents). Inicialment cada cèntim se subdividia en 10 mils i el primer cop que se'n van encunyar monedes van ser de 2, 3 i 5 mils i d'1, 2, 5, 10 i 50 cèntims. La moneda de 25 cèntims es va introduir el juny del 1975 en commemoració de la creació de la República Maltesa com a membre del Commonwealth. El 19 de maig del 1986 es va introduir la moneda d'1 lira en substitució del bitllet equivalent. Emesa pel Banc Central de Malta (maltès: Bank Ċentrali ta' Malta; anglès: Central Bank of Malta), en el moment de la seva substitució per la moneda comuna europea en circulaven monedes d'1, 2, 5, 10, 25 i 50 cèntims i d'1 lira, i bitllets de 2, 5, 10 i 20 lires.
El 2 de maig del 2005 la lira va entrar al mecanisme europeu de taxes de canvi ERM II, segons el qual un euro equivalia a 0,429300 MTL. Aquesta taxa de canvi fou considerada definitiva el 10 de juliol del 2007 i la lira maltesa fou reemplaçada per l'euro el primer de gener del 2008.
Abans de la seva substitució per l'euro, era la segona unitat monetària de valor més alt del món després del dinar kuwaitià i la primera d'Europa.